# Камми
«Камми» — художественный фильм 1991 года.

## Сюжет
Еврейская девушка по имени Камми (Марина Кобахидзе), проживающая в Ташкенте (родине режиссёра и сценариста фильма), переживает любовную драму, в которой сошлись три истории — две предыдущие и одна настоящая.

## В ролях
- Виктор Вержбицкий — Вова, гинеколог
- Марина Кобахидзе — Камми
- Рано Кубаева — Рена
- Михаил Каминский — Портос
- Бахтияр Закиров — Дима Чехов
- Светлана Норбаева — мать Камиллы
- Назим Туляходжаев — Тэма
- Тимур Кабулов — Тима
- Ольга Володина — Даша
- Наби Абдурахманов — цыган
- Джавлон Хамраев — цыган
- Обид Асомов — конферансье

## Съёмочная группа
- Режиссёр — Джаник Файзиев
- Сценарий:
  - Юрий Дашевский
  - Джаник Файзиев
- Музыка:
  - Дмитрий Янов
- Оператор — Хамидулла Хасанов

## Награды
- Приз за лучшую женскую роль (М. Кобахидзе)
- Приз за лучшее музыкальное решение МКФ в Нанте-92
- Поощрительный приз МКФ в Таормине-93
- Фильм участвовал во внеконкурсной программе «Прощай, СССР!» ММКФ-2007

Фильм снимался в Самарканде, съёмки проходили в ресторане «Чулпон-Ота», неподалёку от города, в массовых сценах снимались артисты самаркандского драматического театра им. А. П. Чехова
В «Камми» осмеянию подверглась изнанка «красивой жизни» ташкентской богемы.